# Paio Gonçalves
Paio Gonçalves em castelhano: Pelayo González (m. d. 959), conde em Deza, foi um nobre, membro da mais alta nobreza galega do século X.

## Relações familiares
Filho de Gonzalo Betótez, Conde de Deza e Teresa Eriz, filha do Conde Ero Fernandes, era irmão do Conde Hermenegildo Gonçalves e Aragonta Gonçalves, esposa do Rei Ordonho II de Leão. Casou com a sua  prima Ermesinda Guterres, filha de Guterre Mendes, conde de Lugo, e Ilduara Eriz e irmã de São Rosendo de Celanova. Os nomes dos filhos deste casamento são registados numa doação feita por um dos seus filhos, Froila, ao Mosteiro de Celanova em 973. Mattoso menciona uma hipótese de A. Fernandes que sugere que Paio e Ermesinda foram também os pais de uma Elvira Pelaez que deu à luz Bermudo II no Rei Ordoño III de Leão. Esta suposta filha não aparece na documentação medieval, ao contrário dos oito filhos que estão documentados.
- Arias Pais,[5] bispo de Mondonhedo.[2]
- Froila Pais,[5] que viveu no mosteiro de Celanova.[2]
- Hermenegildo Pais[5] (m. depois de 973)[6][2]
- Ilduara Pais ( m. c. 983) casada com Gonçalo Mendes, conde  de Portucale;[2][5] [7]
- Savarico Pais.[8][5]
- Gontroda Pais, freira.[8][5]
- Aragonta Pais, freira.[2][5]
- Teresa Pais, freira no mosteiro de Vilanova.[2]